# Le Dîner (chanson)
Pour les articles homonymes, voir Le Dîner.
Pistes de Reprise des négociations
Maritie & Gilbert Carpentier
Le Dîner est une chanson écrite, composée et interprétée par Bénabar sortie en 2005 et extraite de l'album Reprise des négociations. La chanson est une succession de prétextes fallacieux que le narrateur annonce à sa partenaire pour ne pas se rendre à un dîner où ils ont été conviés.

## Présentation
Le dîner en question se passe chez des amis de sa compagne (Ça n'a rien à voir je les aime bien tes amis/ mais je veux pas les voir parce que j'ai pas envie) mais le narrateur, pris d'un coup de flemme, préfèrerait rester tranquillement devant la télévision (on commandera des pizzas, toi la télé et moi). Son amie, cependant, n'est pas d'accord et il lui faut la convaincre.
Successivement, le narrateur prétexte un coup de fatigue, un régime en cours, un film à voir absolument - explicitement décrit comme étant Le Gendarme et les Extra-terrestres (Un chef-d'œuvre du septième art que je voudrais revoir, un drame très engagé sur la  police de Saint-Tropez. C'est une satire sociale dont le personnage central est joué par de Funès, en plus y'a des extraterrestres), un début de maladie.
Le sujet léger de la chanson en fait évidemment une chanson humoristique où le narrateur utilise toute sa mauvaise foi pour échapper à ce dîner.

## Récompense
La chanson obtient un prix aux Victoires de la musique 2007 dans la catégorie Chanson originale de l’année.